# Iain Girdwood
Iain Alexander John „TillerMaN“ Girdwood (* 8. Juli 1975 in Schottland) ist ein ehemaliger E-Sportler und Pokerspieler, der fast ausschließlich online spielt.

## E-Sport
Girdwood galt 2002 als bester Warcraft-3-Spieler der Welt. Zu dieser Zeit wurde er unter anderem VGA-UK-Warcraft-3-Champion und War3-Beta-Champion. In seiner Warcraft 3 Laufbahn war Girdwood zunächst als Spieler beim IN-Clan aktiv. Bereits zu dieser Zeit galt Girdwood als einer der besten Spieler der Welt und gab im offiziellen Lösungsbuch Tipps für den Multiplayerbereich des Spiels. Danach gründete und leitete er das Warcraft 3 Team der 4Kings. Seine letzte Station als Spieler war das deutsche Team proGaming, bei dem er ebenso die Leitung des Warcraft 3 Teams übernahm. Mit Erscheinen der Warcraft-3-Erweiterung „The Frozen Throne“ verlor er den Anschluss an die Weltspitze und widmete sich dem Pokerspielen. Zuvor spielte Girdwood ebenfalls Duke Nuke’em 3D, Warcraft 2, Starcraft und Starcraft: Broodwar auf sehr hohem Niveau. In StarCraft qualifizierte er sich unter anderem für die PGL Starcraft World Championship.

### Erfolge (Auszug)
- Warcraft 3 Beta Tournament: 1. Platz
- VGA UK Warcraft 3: 1. Platz
- Gamefixx USA Tourney: 1. Platz
- Intel’s Masters Gaming Championship: 1. Platz
- Campus Party 2003: 1. Platz
- World Cyber Games 2003 Seoul 2on2: 2. Platz

## Poker
Girdwood spielt auf den höchsten Levels Onlinepoker und hat bis dato einen Betrag im siebenstelligen Bereich gewonnen. Sein größter gewonnener Pot betrug ca. 62.000 US-Dollar.
Erfolge
- PokerStars ‘Pro-Gamer Challenge’ 2005: 4. Platz[6]